# Branko Despot
Branko Despot (Zagreb, 6. srpnja 1942.) hrvatski je sveučilišni profesor filozofije, dugogodišnji predstojnik Katedre za povijest filozofije na Odsjeku za filozofiju Filozofskoga fakulteta u Zagrebu te od 2010. hrvatski akademik. Umirovljen 2012. Od 20. svibnja 2014. professor emeritus.

## Životopis
Rođen je 6. srpnja 1942. godine u Zagrebu. Studirao je filozofiju i grčki jezik na Filozofskom fakultetu Sveučilišta u Zagrebu (1961-1965). Doktorirao je na istome Fakultetu 1975. godine obranivši disertaciju pod naslovom Filozofiranje Vladimira Dvornikovića. 1968. izabran je za asistenta na Institutu za filozofiju Sveučilišta u Zagrebu, od 1969. do 1971. kao asistent-volonter vodi proseminar iz grčke filozofije na Katedri za povijest filozofije Filozofskog fakulteta u Zagrebu, a 1971. izabran je za asistenta na istoj Katedri. 1978. izabran je za znanstvenog asistenta, 1979. za docenta, a 1984. za profesora i znanstvenog savjetnika. 1989. ponovno je izabran za redovitog profesora, a 1997. izabran je u trajno znanstveno-nastavno zvanje redovitoga profesora u humanističkom znanstveno-nastavnom području, znanstveno polje filozofija. Bio je dugogodišnji voditelj poslijediplomskog studija filozofije na Odsjeku (do 2005). 2010. izabran za člana Hrvatske akademije znanosti i umjetnosti.

## Znanstveni i predavački doprinos

### Iz ocjene profesora Branka Despota pri primanju za redovitoga člana Hrvatske akademije znanosti i umjetnosti (2010.)
Profesor Branko Despot nedvojbeno spada među najuglednije i najvažnije hrvatske filozofe, te se u povijesnim pregledima naše filozofije uvrštava među istaknute mislioce koji su ponikli i djelovali na tlu Hrvatske. Kao predavač Despot ima velikog uspjeha potičući s velikim entuzijazmom svoje slušače na filozofsko mišljenje. Njegove su zasluge za našu filozofsku kulturu neprocjenjive. Odgojio je niz vodećih hrvatskih i drugih stručnjaka za različita područja filozofije.
Najvažniji doprinos profesora Branka Despota filozofiji i humanističkoj kulturi očituje se u njegovim knjigama (objavio je 13 knjiga, od kojih su neke doživjele više izdanja) i brojnim drugim publikacijama (više od stotinu znanstvenih i stručnih radova). Iznimno originalan filozof i produbljeni mislilac koji je dao velik doprinos rehabilitaciji autentične filozofije, utemeljene na klasičnim izvorima, ponajprije na grčkoj antici. Njegov opus pokazuje da duh filozofije kakav su razvili Anaksimandar, Heraklit, Parmenid, Platon i Aristotel ima još mnogo toga reći suvremenom čovjeku. Ne treba zaboraviti ni njegova istraživanja hrvatske filozofske baštine, koja su nezaobilazan dio svake povijesti hrvatske filozofije. Istaknuo se i kao prevoditelj filozofskih knjiga i tekstova s njemačkog i starogrčkog jezika.

### Portret Branka Despota kao mladoga asistenta i omiljenoga profesora filozofije (Mislav Ježić)
Profesor Despot bio je krajem 1960-ih i početkom 1970-ih godina mladi asistent na Odsjeku za filozofiju. Mi smo i kao studenti osjećali da je njemu, kao i njegovu kolegi Marijanu Cipri, iskreno bio naklon profesor Vladimir Filipović, no drugi su nas profesori, upućujući nas na naše dužnosti i izbore na studiju, upućivali na predavanja i seminare starijih profesora, a tek bi na kraju pridometnuli, s nekim podsmijehom, da možemo, ako hoćemo čuti i neki drugi pogled na filozofiju, poći i na predavanja ili seminare kolege Despota ili kolege Cipre. Mi smo ipak, čim smo okusili njihova predavanja i seminare, stekli dojam da on njih možemo najviše naučiti o filozofiji i dobiti najživlje poticaje na nju. No intelektualni i ironični Marijan Cipra imao je ipak uži krug vjernih slušača, poštovatelja i raspravljača o filozofiji, dok su predavanja Branka Despota poticala takav žarki filozofski eros da su na njih hrlili studenti u toliku broju da je to nekim starijim sumnjičavim profesorima moglo biti posve čudno, neshvatljivo i moglo ih je obeshrabrivati u pogledu na veći dio mladoga naraštaja. Kamo su to svi ti skrenuli? Zašto tako hrle slušati baš „neki drugi pogled na filozofiju“, više nego čuti bilo kojega starijega, realnijega, etabliranoga i možda utjecajnoga profesora? A evo, kamo su skrenuli!
Još dvije prethodne opsake. Pri objašnjavanju odakle toliko studenata na njegovim predavanjima, profesor Despot podsjeća da se je broj studenata filozofije, dok je on studirao, kretao 20-ak, ali da se je nakon 1968. na filozofiju upisalo odjednom 300-tinjak studenata. To je, kaže, i bio razlog da se angažira i neki asistent volonter da pokrije uvelike narasle potrebe nastave. Ipak, to je samo izvanjski vid priče. To se vidi po tome što je na predavanjima drugih predavača ipak bilo mnogo manje studenata. Kada govori o unutrašnjem vidu, Branko Despot svjedoči da je osjećao da su se ti mladi ljudi u ono vrijeme velikim dijelom pobunili protiv poretka u svijetu, da su bili ispunjeni negativnom motivacijom u potrebi da traže slobodu. A tražili su pozitivan sadržaj koji će ispuniti njihovu potrebu. Mladi asistent Despot htio im je pružiti poticaj na "mišljenje slobode", kakav po njegovu uvjerenju može pružiti jedino filozofija. Koliko god njegova predavanja pružala intelektualno zahtjevan i dalekosežan odgovor na njihove potrebe, mnogi su studenti prepoznavali što im on želi pružiti i hrlili na njegova predavanja.
Branko Despot nije u svojim predavanjima polazio od povijesnih činjenica o nekome misliocu ili nekoj školi, što ne znači da ih nije spominjao, no nije ih školski obrađivao i ostavljao u ladici njihova vremena i prostora, nije njihove misli i pitanja shvaćao kao svojstva njihova kao individualnih filozofa ili filozofskih škola, nego je polazio od temeljenih pitanja o filozofiji samoj.
Već je u prvim predavanjima naglašivao da je filozofija znanost o cjelini bića. Postavljao je pitanja je li filozofija vezana uz povijest ili je nešto nužno? To je pitanje smjeralo na to, a i sam je to znao na mnogo načina izreći, iako se filozofija valjda mnogima ne mora činiti nimalo nužnom, da je za onoga tko osjeća filozofski poziv, tko traži odgovor na pitanje o smislu života, filozofija nešto nužno, nešto bez čega ne može živjeti!
U svim se predavanjima profesora Despota osjećalo da je za nj filozofija nužna. Da on s filozofijom živi. Da on „živi filozofiju“. Da je uvjeren da se bez filozofije ne može istinski živjeti! Možete si zamisliti koliko je to značilo onima među nama koji smo također željeli ući u filozofiju zato što nas je zanimalo što cjelina bića znači za smisao našega života, koji smo filozofijom smatrali bavljenje svime, kao i bilo čime, pitajući se što nam to znači, koji to smisao daje našemu životu! A vjerojatno je to „svjedočenje za filozofiju“ privuklo svojom snagom i mnoge koji nisu unaprijed sami tako mislili.

## Djelo

### Knjige
- Filozofija Gjure Arnolda, Biblioteka Kolo 7, Matica Hrvatska, Zagreb 1970.
- Vidokrug apsoluta, Biblioteka Razlog 55, SCSZ,  Zagreb 1972.
- Filozofiranje Vladimira Dvornikovića, Institut za filozofiju Sveučilišta u Zagrebu i Sveučilišna naklada Liber, Zagreb 1975.
- Logički fragmenti, Biblioteka Znaci (m. e.) 1, cekade Zagreb 1977.
- Filozofski dnevnik (1978-1982), Biblioteka Znaci (m.e.) 13, cekade, Zagreb 1992.
- Uvod u filozofiju, GHZ, Zagreb 1988.
- Vidokrug apsoluta.  Prilog indiskutabilnoj diagnostici nihilizma, drugo dopunjeno prošireno i zaokruženo izdanje, sveska prva, Biblioteka Znaci (m.e.) 34, cekade, Zagreb, 1989.
- Sitnice, Demetra, Zagreb 1991.
- Vidokrug apsoluta, sveska druga, Biblioteka Znaci (m. e.) 35, cekade, Zagreb 1992.
- Filozofiranje?, Zagreb,  Demetra, 1995.
- Filozofija kao sistem? Biblioteka Filozofofska istraživanja, knjiga 105 Zagreb 1999.
- Filozofija?, Filozofija u Hrvatskoj od osnutka Sveučilišta, Demetra, Zagreb 2000.
- Vidokrug apsoluta – prilog indiskutabilnoj diagnostici nihilizma, treće, prošireno i zaokruženo izdanje, Demetra Zagreb 2008.
- Filozofijom kroz nefilozofiju, Demetra, Zagreb 2010.
- Despotova predavanja: (1969 - 1971): Grčka filozofija ; Predoskratovci, Platon, Aristotel;  Demetra, 2014, 570 str.
- Despotova predavanja: (1971 - 1975):  Demokrit i Heraklit ; Descartes ; Aristotelov spis (O duši); Demetra, 2016, 484 str.
- Despotova predavanja: (1979 - 1980): Čovjek u grčkom filozofiranju,  Demetra, 2016, 522 str.
- Despotova predavanja: (1975 - 1976): Alfa i Zeta knjiga Metafizike ; Platonov spis Nomoi (Zakoni), Demetra 2018, 550 str. 
- Despotova predavanja : (1976 - 1977): Filozofijska kritika metafizike ; Filozofijska kritika religije ; Četiri predavanja o Epikuru ; Marxovi ekscerpti iz desete knjige Diogena Laertija,  Demetra, 2019, 362 str.
- Despotova dva seminara: (1990 - 1991): Schopenhauer i Wittgenstein,  Demetra 2020, 378 str.
- Despotova predavanja: (2003 - 2004): Nesporazumi suvremene filozofije, Demetra 2020, 450 str. 

### Prijevodi
- Nicolai Hartmann, Osnovne crte jedne metafizike spoznaje (prevod i pogovor), Naprijed, Zagreb 1976.
- Eugen Fink, Nietzscheova filozofija (prevod s bilješkom), cekade, Zagreb 1981.
- F. W. Schelling, O bitstvu slobode (izabrao, preveo i pogovor napisao), cekade, Zagreb 1985.
- Adam Schaff, Komunistički pokret na raspuću (preveo), Globus, Zagreb 1985.
- Ideja univerziteta (Kant, Schelling, Nietzsche) (izabrao, preveo i predgovor napisao), Globus, Zagreb 1991.
- Helmuth Plessner, Conditio Humana (preveo), Globus, Zagreb 1995.

### Pokušaj prijevoda
- Tako kazuje Heraklit, Efežanin (pokušao prevesti), Naklada Jesenski i Turk, Zagreb 2005.

## Vanjske poveznice
- Osobna stranica na Odsjeku za filozofiju
- Osobna stranica člana Akademije  Arhivirana inačica izvorne stranice od 24. kolovoza 2016. (Wayback Machine)
- Radovi Branka Despota dostupni na hrčku  Arhivirana inačica izvorne stranice od 2. veljače 2017. (Wayback Machine)
- Predavanje za vrijeme studentske blokade Filozofskoga fakulteta Obrazovanje kao jedina budućnost naroda (22. 4. 2009.)
- Razgovor dvaju bivših studenata s akademikom Brankom Despotom, Blitz velesajma kulture, Studentski centar u Zagrebu, 28.11.2015.
- Živo filozofiranje – filozofski simpozij u povodu 70. rođendana Branka Despota, Zagreb, 9. i 10. studenoga  Arhivirana inačica izvorne stranice od 2. veljače 2017. (Wayback Machine)